# Lens (Švýcarsko)
Lens (zastarale německy Leis) je obec ve švýcarském kantonu Valais. Leží v okrese Sierre v převážně frankofonní části kantonu. Žije zde přibližně 4 200 obyvatel.

## Geografie
Obec Lens, ležící mezi Sionem a Sierre, se rozkládá od údolí Rhôny (560 m n. m.) na pravém břehu Rhôny až po vrchol Bella Lui (2548 m n. m.) a zahrnuje vesnice Chelin, Flanthey (s osadami Condémines, Petit-Ollon, St-Clément, Vaas a Valençon), Lens a Crans-sur-Sierre (součást letoviska Crans-Montana).

## Historie

Lens (1949)

První zmínka o obci ve slovním spojení de Lenz pochází z roku 1177. Na počátku středověku patřila oblast Mont de Lens k panství Granges, které bylo od roku 1226 ve vlastnictví biskupa ze Sionu. Práva zde postupně držely rody d’Albi, vom Turn, Morestel, d’Ayent, d’Anniviers, von Raron a Tavelli a také de Platea ze Sierre. Četná léna byla v rukou sionského biskupa. Soudní pravomoc podléhala úředníkovi (Kastlan), který byl zpočátku jmenován biskupem a později volen vesničany. V roce 1300 vzniklo Bratrstvo Ducha svatého. Od 14. století se Lens vyvíjelo jako autonomní vesnická obec, k níž kromě hlavní vesnice patřily také tzv. čtvrti Icogne, Chermignon a Montana. Přestože Lens spravovali společní představení (radní), každá ze čtyř částí si zachovávala značnou míru autonomie. V roce 1851 rozhodla Velká rada (kantonální parlament) Valais o sloučení čtvrtí do jedné obce. V roce 1905 zvítězily separatistické snahy a Lens, Icogne, Chermignon a Montana se staly samostatnými obcemi.
Z hlediska církevního práva patřilo Lens původně ke katedrální kapitule v Sionu. V roce 1177 byl kostel, který je v roce 1286 zmiňován jako zasvěcený svatému Petrovi, jedním z majetků hospicového kláštera v Mont-Joux, potvrzených papežskou bulou. Montana byla od převorství v Lens oddělena v roce 1863, Chermignon v roce 1948. Kostel byl několikrát rozšířen, naposledy v roce 1842. Od roku 1935 dominuje rovině Rhôny socha Krista Krále na kopci Châtelard. Lens, tradičně zaměřené na zemědělství a vinařství, se od druhé poloviny 20. století stále více orientovalo na cestovní ruch a podílelo se na rozvoji lázeňského města Crans-Montana.

## Obyvatelstvo

Socha Krista Krále v Lens

| Rok            | 1687 | 1850 | 1910 | 1950 | 2000 | 2010 | 2012 | 2014 | 2016 |
| Počet obyvatel | 567  | 688  | 1111 | 1660 | 3357 | 3779 | 3909 | 3945 | 4047 |

## Doprava
Obec nemá železniční spojení, nejbližší stanice v sousední obci Saint-Léonard leží na důležité Simplonské dráze, vedoucí ze Ženevy směrem na Milán. Obsluhují ji regionální vlaky Švýcarských spolkových drah (SBB). Dopravní obslužnost obce Lens zajišťují žluté autobusy Postauto.
Do Lens se lze dostat přes sjezdy č. 27 (Sion-Est) a 28 (Sierre-Ouest) na dálnici A9. Z nich pokračují do obce regionální silnice.

## Osobnosti
V Lens pobýval spisovatel Charles-Ferdinand Ramuz (1878–1947), který se zde inspiroval k napsání románu Jean-Luc persécuté, a malíř Albert Muret (1874–1955), kterého v Lens navštívil slavný skladatel Igor Stravinskij. V Chelinu se narodil Pascal Rywalski (1911–2002), který se později stal kapucínským řeholníkem a generálním ministrem. V Lens se narodil kantonální politik Georgie Lamon (1934–2016), který se stal obětí islamistického teroristického útoku.